# Tenualosa
Tenualosa é um género de peixe da família Clupeidae.
Este género contém as seguintes espécies:
- Tenualosa thibaudeaui
- Tenualosa ilisha